# Anna Gyarmati
Anna Gyarmati (* 6. Januar 1993 in Eger) ist eine ehemalige ungarische Snowboarderin. Sie startete in den Freestyledisziplinen.

## Werdegang
Gyarmati nahm von 2010 bis 2018 an Wettbewerben der FIS und der Ticket to Ride World Snowboard Tour teil. Dabei erreichte sie in der Saison 2009/10 mit zweiten Plätzen im Big Air bei den Hochkar Open in Hochkar und im Slopestyle bei den Protest World Rookie Finals in Ischgl ihre ersten Podestplatzierungen. Im folgenden Jahr holte sie im Slopestyle beim Protest World Rookie Fest in Livigno ihren ersten Sieg. Bei den Snowboard-Juniorenweltmeisterschaften 2011 in Chiesa in Valmalenco gewann sie die Goldmedaille im Slopestyle. Zu Beginn der Saison 2012/13 errang sie den dritten Platz im Slopestyle beim Billabong Bro Down im Snow Park. Im weiteren Saisonverlauf gewann sie im Slopestyle bei den Sick Trick Tour Open in Kitzbühel. Im Januar 2013 debütierte sie in Copper Mountain im Weltcup und belegte dabei den 42. Rang im Slopestyle. Bei den Snowboard-Weltmeisterschaften 2013 in Stoneham kam sie auf den 16. Platz im Slopestyle. Zum Saisonende errang sie den 26. Platz in der World Snowboard Tour-Slopestylewertung. In der folgenden Saison belegte sie im Slopestyle-Weltcup den sechsten Platz. Bei den Snowboard-Weltmeisterschaften 2015 am Kreischberg wurde sie Sechste im Slopestyle. Im Januar 2016 siegte sie beim U.S. Snowboarding Grand Prix und FIS-Weltcuprennen in Mammoth im Slopestyle. Im folgenden Monat wurde sie im Big Air beim Ale Invite in Ale Dritte.